# ليه بيل
ليه بيل (بالإنجليزية: Les Bell)‏ هو لاعب كرة قاعدة أمريكي، ولد في 14 ديسمبر 1901 في هاريسبرج في الولايات المتحدة، وتوفي في 26 ديسمبر 1985 في هرشي في الولايات المتحدة.

## وصلات خارجية
- ليه بيل على موقعبيزبول رفرنس.كوم (الدوري الرئيسي) (الإنجليزية)